# Chrysobothris bumburetica
Chrysobothris bumburetica es una especie de escarabajo del género Chrysobothris, familia Buprestidae. Fue descrita científicamente por Bílý en 2000.